# Jung Myung-seok

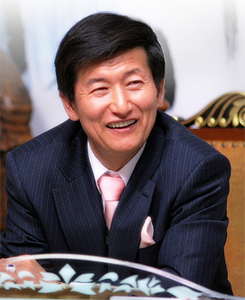
Jung Myung-seok (2014)

Jung Myung-seok (* 17. Februar 1945 in Sŏngmangni, heutiges Südkorea) ist ein südkoreanischer religiöser Führer. Wegen Sexualdelikten und Veruntreuung verbüßte er eine zehnjährige Gefängnisstrafe.

## Leben
Jung Myung-seok ist Sohn einer armen Bauernfamilie. Er kam in Vietnam zu gewissem Wohlstand und ging zurück in seine Heimat. Hier war er für einige Zeit Mitglied der Vereinigungskirche, arbeitete als Ausbilder und unterrichtete die „Göttlichen Prinzipien“ (die Glaubensgrundlage der Vereinigungskirche), aus denen er später seine eigene Lehre entwickelte.
Im Jahre 1980 verließ er die Vereinigungskirche und gründete seine eigene Gemeinde Aechŏn kyohoe (애천교회; 愛天敎會). 1983 wurde er von der koreanischen methodistischen Kirche zum Pastor ordiniert, wurde allerdings kurz darauf wegen wiederholter Verbreitung ketzerischer Lehren aus der Kirche ausgeschlossen.
Im Jahre 1989 trat die Gemeinde, die sich nun JMS nannte, (Jesus-Morgen-Stern, bzw. Jesus–Morning–Star oder schlicht Jŏng-Myŏng-Sŏk) erstmals in Deutschland auf. Seit Beginn der 1990er Jahre wuchs Jungs Gemeinde weltweit. Sie breitete sich in mehrere asiatische Länder, Nordamerika und Europa aus.
Die Gemeinde und Jung selbst waren auch unter anderen Namen aktiv, u. a. als Global Association of Culture & Peace (GACP). Z. B. firmierte der Gesellschaftsgründer dort als Dr. Joshua Jung, bei anderer Gelegenheit wiederum als R (für Rabbiner). Diese und andere Gruppierungen (auch kleinere, sogenannte Kulturverbände u. a. in Deutschland) dienen der Rekrutierung und Heranführung neuer Mitglieder.
Derzeit bezeichnet sich die Gemeinde global als Providence Church („Kirche der Vorsehung“), wobei aber auch hier lokal andere Bezeichnungen Verwendung finden. So nennt sich beispielsweise die Gemeinde in Japan Setsuri.
Jung wurde nachgesagt, dass er sich, legitimiert durch Texte der Bibel, für die Wiederkunft des Messias halte. Dies wurde von Jung jedoch bestritten.

### Flucht und Verurteilung
Nach Vorwürfen sexueller Übergriffe auf weibliche Gemeindemitglieder floh Jung Myung-seok 1999 aus Südkorea, wo 2001 in Abwesenheit Anklage gegen ihn erhoben wurde. 2003 wurde er in Hongkong verhaftet, entzog sich aber einem Abschiebeverfahren gegen ihn. Nach erneuter Verhaftung 2007 in Peking (China) wurde er 2008 an Südkorea ausgeliefert. Ein südkoreanisches Gericht verurteilte ihn im selben Jahr wegen mehrfacher, während der Zeit seiner Flucht begangener Vergewaltigungen früherer Anhängerinnen zu sechs Jahren Gefängnis. Jungs Strafe wurde 2009 durch ein Berufungsgericht um weitere vier Jahre auf insgesamt zehn Jahre Haft erhöht.